# Dótaku
A Dótaku (銅鐸, bronzharangok, Hepburn-átírással: dōtaku) a csiszoltkő-korszakban, a Japán történelem szerinti Dzsómon-kort követő Jajoi-korból (i. e. 300-tól i. sz. 300-ig.) ránk maradt legsajátságosabb fémtárgyak és a legrégebbi japán bronzöntvények. Készítése Japánban Honsú szigetén a Kanszai régióban volt legjellemzőbb.

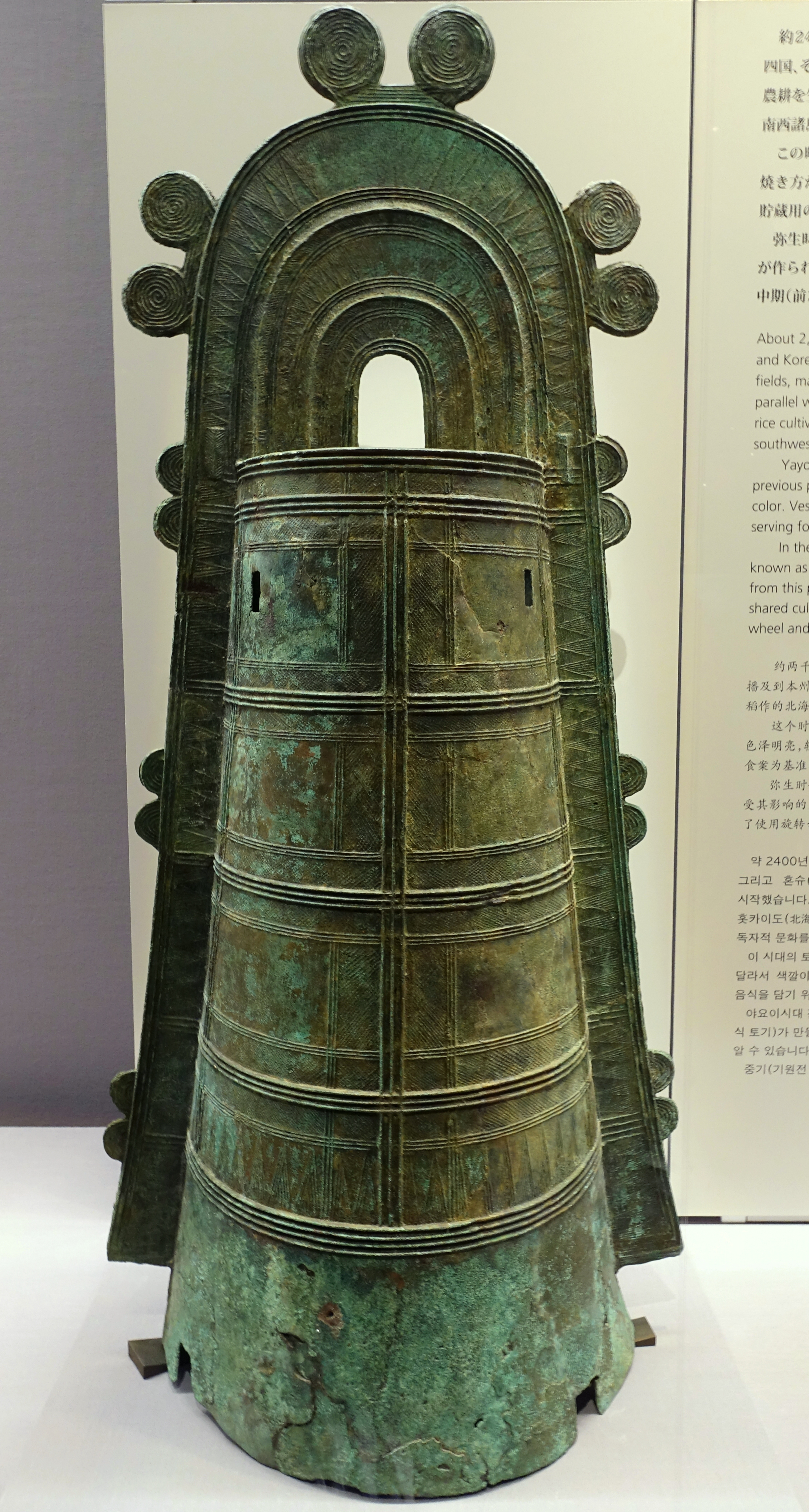
Kavanisi, Hjógóból feltárt, Jajoi kori bronzharang a Tokiói Nemzeti Múzeumban.

## Történelmi háttere
Az I.e. 3. században Japán délnyugati részéből kiindulva meglehetős gyorsasággal terjedt el az új – dzsómon kori emberek nomád életmódját felváltó – rizstermelésen alapuló kultúra. Hordozói nyilvánvalóan a délkelet-ázsiai térségből bevándorolt törzsek voltak. Az általuk készített kerámiák egészen más típusúak, mint a Dzsómon-korszakból ránk maradtak, s első lelőhelyük Tokió Jajoi negyede után a jajoi-kerámia nevet kapták és a korszak is ezt az elnevezést kapta ezáltal. A lakosság feloszlott szegényekre és gazdagokra attól függően, hogy ki mennyi rizsföldet birtokol és mennyit termel. 

### Bronz és vas
A Jajoi-korszak (i. e. 300 - i. sz. 300) különlegessége a bronz és a vasöntés elterjedése, illetve a cölöpépítmények megjelenése (melyeket a dótakukon is megjelenítettek, habár csak egészen vázlatos módon). A szigetország Koreával és Kínával frissen kialakult kapcsolatának köszönhetően ebben a korszakban használták először a bronz- majd kis idővel utána a vaseszközöket is. Ezen kettő szinte egyszerre jelent meg, ezért a japánoknál nem választjuk szét a bronz és vaskort. Más nézetek szerint fordított sorrendben, először a vasat, majd a bronzot kezdték megmunkálni. Akárcsak Kínában, Japánban is a vas volt a dolgozó ember anyaga, a bronz pedig az arisztokrácia hatalmi szimbóluma. A vastárgyakat először bronzzal együtt hozták át, néha átalakították, később pedig már magát az ércet szállították Koreából. Vasat valószínűleg már az i. sz. 1. században kovácsoltak, erre engednek következtetni a salakot tartalmazó lelőhelyek Észak-Kjúshún és a Japán-tenger felőli oldalon. Már a Jajoi-korban, de különösen az ezt követő Kofun-korszakban (I.sz. 4.század - I.sz.) váltak rendkívül népszerűvé a bronzból készült ékszerek, díszes lószerszámok és kultikus edények.

### Eredete

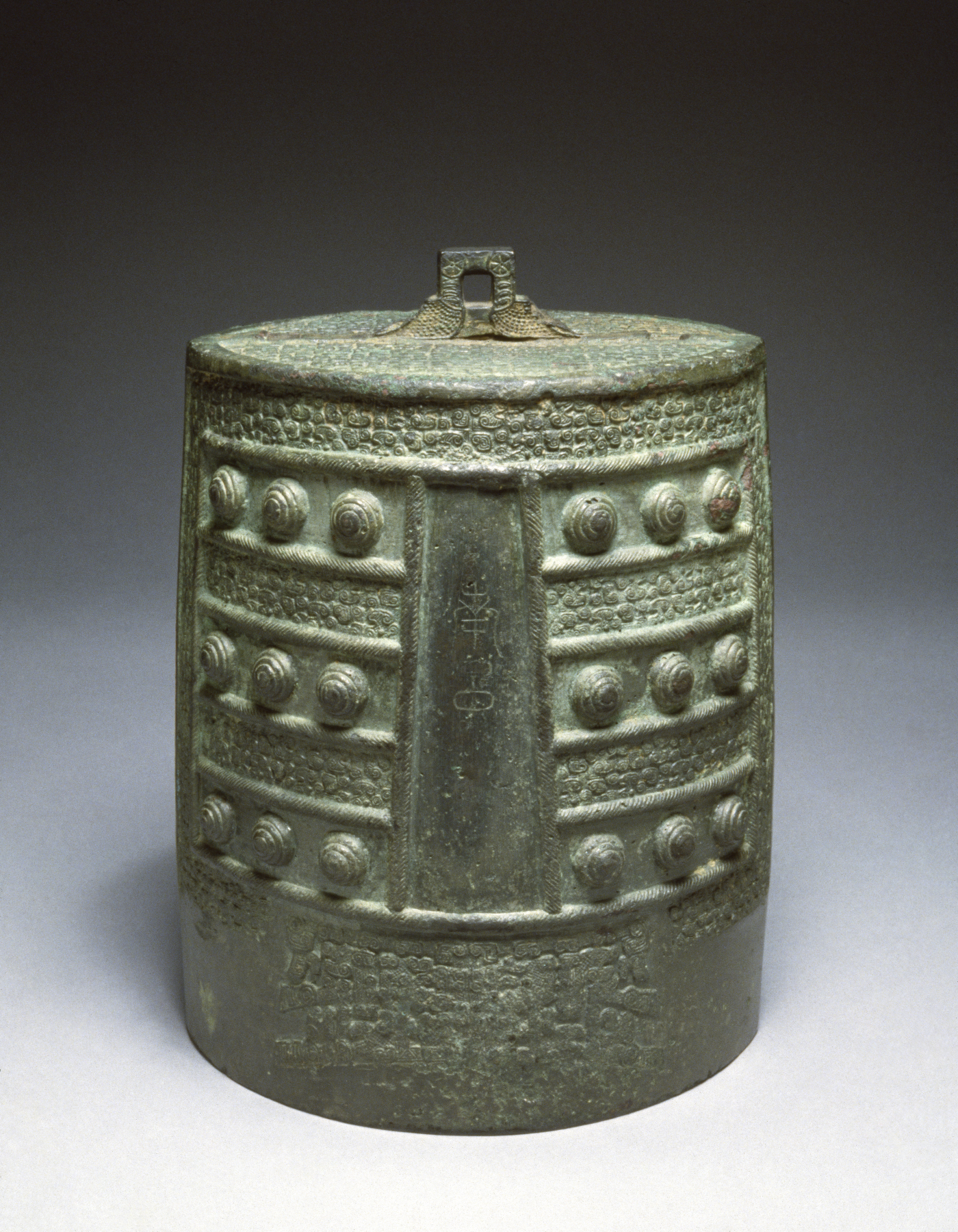
i.e 5. századbeli kínai bronzharang

A japánok a bronz és vasöntést a Koreai-félszigetről betelepülő kézművesektől tanulták el, ezért a Japánban készített korai dótakuk inkább a koreai stílusú bronzharangokra hasonlítanak. Koreában viszont a harangöntés nem volt annyira népszerű, ezért már az 1-2. században megszűnt készítésük. Kínában is készültek ilyen becses tárgyak a Csou-dinasztia és a Han-dinasztia idején az I.e. 11. századtól egészen az I.e. 1. századig. A kínai bronzharangok a Csou-dinasztia idején hagyományos szürkés bronz külsővel rendelkeztek és kitüremkedő díszítéseket kaptak. Ehhez képest a Han-dinasztia idején már sokkal precízebb technikával készítették őket: fekete festékkel vonták be és arany díszítést is kaptak.

## Szerepe a mindennapi életben
A dótakuk pontosan meghatározott rendeltetése ismeretlen, de feltehetőleg kultikus tárgyakként rituális célt szolgáltak. Különösen költséges öntését csak a legtehetősebb réteg engedhette meg magának, ezért státusszimbólumként is birtokolta az arisztokrácia – ezt alátámasztja, hogy gyakran domboldalakba temetve leltek rájuk, ahol akkoriban a rizsföldek is elhelyezkedtek és ebben a korban ezek birtoklása határozta meg a vagyoni helyzetet és a társadalomban elfoglalt pozíciót. – A Jajoi-korban Japán kisállamokra oszlott. Minden nagyobb kisállamnak volt 10-15 ilyen bronzharangja. 
- Történészek szerint a dótaku harangokat arra használták, hogy segítségével a jó termésért  és az ennek kedvező időjárási viszonyokért imádkozzanak. A rajtuk ábrázolt állatok a termés tönkretételéért felelős rovarfélék ellenségei. Úgy hitték ezen képek kialakítása és a kísérő rituálé megakadályozza a rovarok kártevő tevékenységét. A bronzharangok tetején levő lyuk lehetővé tette, hogy felakasszák valahová a harangot és megkongassák (feltehetőleg a rituális ünnepségeken).

- A japán folklór szerint pedig arra használták, hogy külső támadás esetén vészjelzést adjanak vele, akár az őrtornyok harangjaival volt szokás. Ez a vészjelzés hasznos lehetett a lakosoknak, hogy gyorsan biztonságos helyre meneküljenek és elrejtsék vagyontárgyaikat, illetve még fontosabb oka, hogy a harcosokat ne érje meglepetésképp a támadás és felkészüljenek a közelgő harcra.

## Készítése

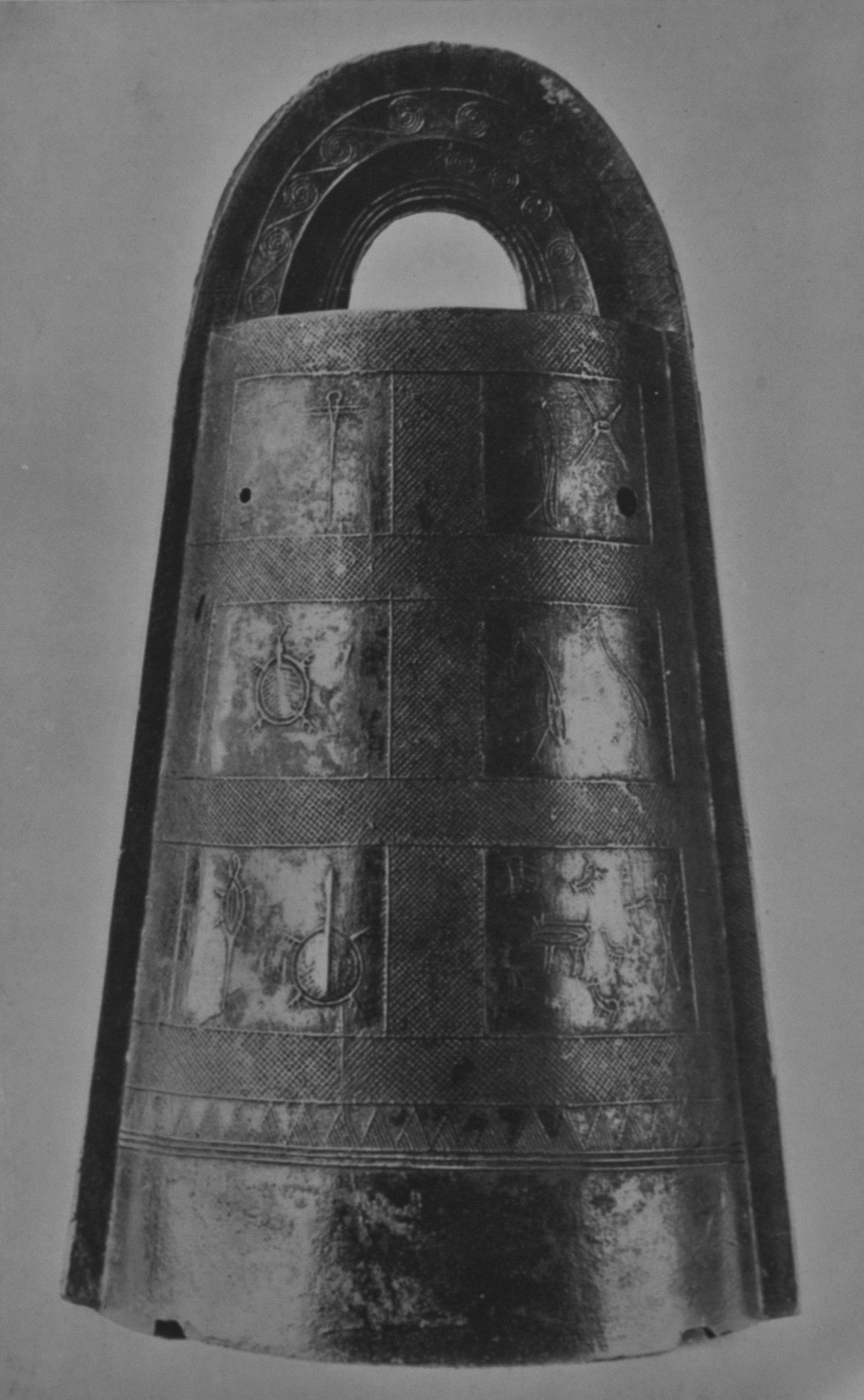
Kagavai Nemzeti Kincs státuszú bronzharang

Az úgynevezett Jajoi-kor emberei, - akik a korszakot megelőző kor, a Dzsómon-kor (I.e. – I.e.4.század) embertípusa és a betelepülő népcsoportok keveredése által alakultak ki - ezeket a különös lapos, harang formájú tárgyakat az i. e. 1. évszázadtól I. sz. 3-4. évszázadig készítették. A bronzharangok készítési módszere az öntőformák segítségével történt. Az öntőformák kezdetben homokkőből, majd agyagból készültek és két részből álltak, melyet összeillesztettek és beleöntötték a felhevített, folyékony állagú bronzot. Az öntőformák által hagyott 4 kisebb lyuk – felül és a lábánál, ahol az öntőforma két részét összeillesztették – befoltozását meg sem kísérelték a harangkészítők. A lelőhelyektől függetlenül kiderült, hogy gyakran több bronzharangot is öntöttek ugyanabból a sablonból. A leletek alapján öt különböző sablon közül legalább egyet öntöttek a Kinki lelőhelyein, tehát majdnem biztos, hogy a műhelyek Kinkiben voltak, s az öntés ellenőrzését a helyi törzsi vezetők ragadták magukhoz.

### Változások a készítési technikában
A legkorábbi harangok technikájában meglepő kezdetlegességet fedezhetünk fel - felszíni hibákat foltoztak be, durva és rendszertelen díszítést alkalmaztak - Ezek úgynevezett japán" kísérletek voltak. A közép csúgokui harangkészítők minden bizonnyal kezdetben a Koreából hozott kis harangokat próbálták reprodukálni, de az öntési technikához és a folyamat közben felmerülő problémák esetén nem tudtak kitől szakmai tanácshoz jutni. Habár a Kofun-korban elterjedt bronz-szobrok öntése nagyobb kézműves jártasságot igényelt, mint ami a bronzharangokéhoz kellett, a későbbi, i. sz. 2. századtól készült harangok magas szintű fémmegmunkálási technikát tanúsítanak. A japánoknak tehát sikerült elsajátítaniuk a homokkőből készült öntőformák előállítását és a harangkészítési technikát. Ez az öntésben való egyre nagyobb jártasság arra ösztönözte a harangkészítőket, hogy nagyobb méretekben is elkészítsék a dótakukat. Ennek eredményeképp az egészen pici pár centiméterestől 1 méteresig is találtak belőlük a régészek. A legkésőbb készült bronzharangok nagyok, faluk egészen vékony, formájuk sokkal elegánsabb és köpenyüket díszes mezők taglalják, melyeket finom kidomborodó fonalak választanak el egymástól.

### Díszítés
Minél nagyobb egy harang annál valószínűbb, hogy díszesebb és a díszítés mértéke is annál nagyobb volt. Főleg ívelt, szalagos minták tarkították. Kezdetben az átvett koreai mintákat alkalmazták a dótakukon. Összegezve nonfiguratív geometriai formákat, primitív módon ábrázolt állatokat (teknősbékákat, gyíkokat, madarakat és rovarokat) pálcika embereket, korabeli háztípusok vázlatát, valamint a mindennapi élet képeit pl.: rituálékat, aratást vagy vadászjelenetet ábrázoltak. Ezek a véséssel, domborítással (trébeléssel) megjelenített képek a japán képalkotás első elemei a jellegzetes Kínától átvett számos bronztükör képeivel egyetemben. Japán egy tengerparti területéről, Okajamából előkerült egy egyedi hullámszerű mintával díszített dótaku, melyhez hasonlót nem találtak más területen.

## Lelőhelyek

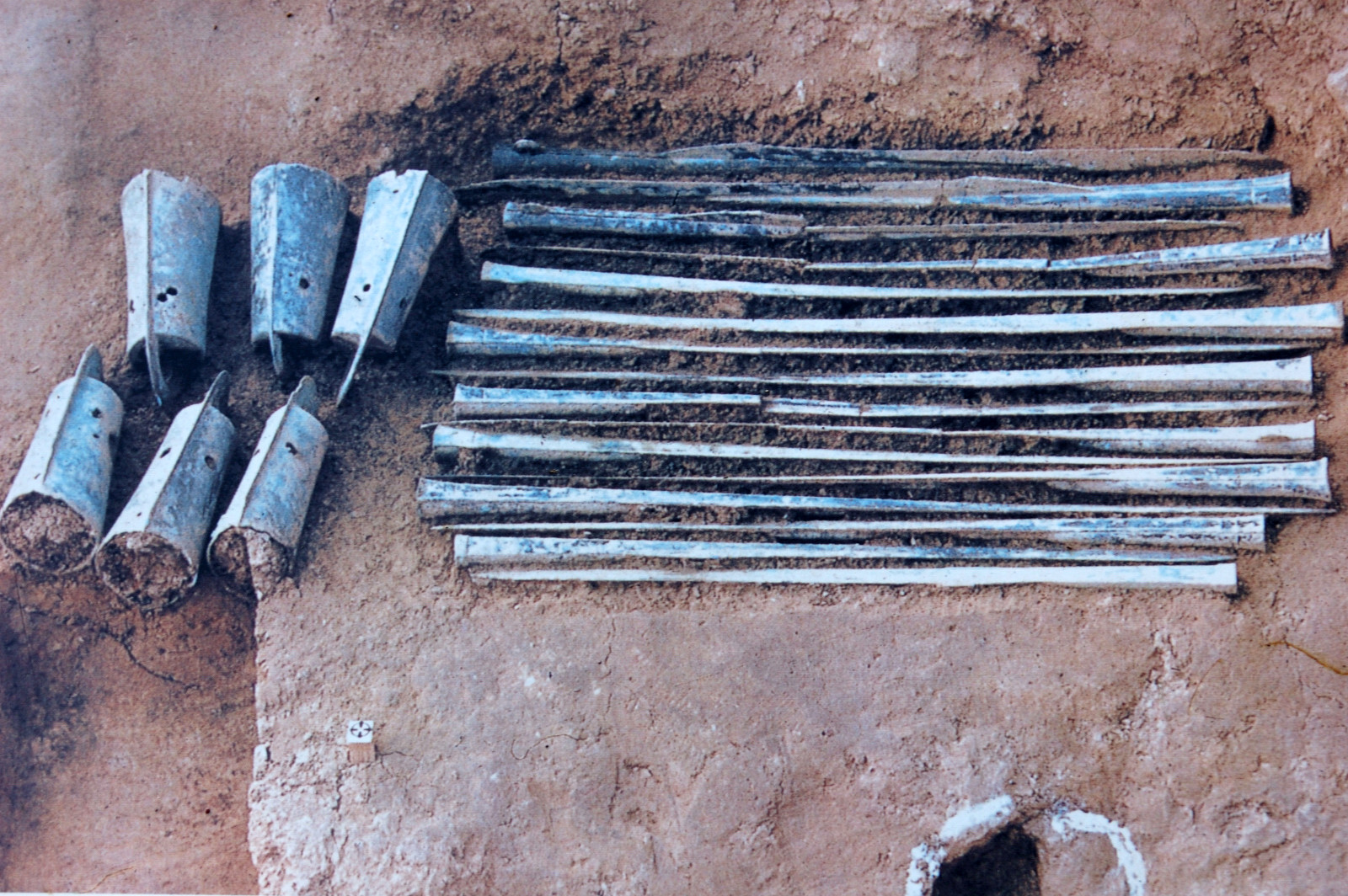
Feltárt leletegyüttes Izumóból (Simane prefektúra)

A harangokkal belföldön kereskedtek, ezért a készítés helyén kívül, Japán számos pontján találtak leleteket a régészek. Körülbelül 500 darab bronzharangot találtak az évek során szerte Japánban. A legfőbb lelőhelyek Hjogo, Simane, Togusima és Vakajama régióban találhatóak. A bronzharangok és bronztükrök mintáinak fontos lelőhelye Josinogari, Szaga prefektúrában. A harangokat gyakran termékeny síkságokra néző fennsíkokon, sokszor többet ugyanarra a helyre temettek el, gyakran bronztükrökkel és fegyverekkel együtt. 

### Konkrét leletek
A leglátványosabb felfedezésre 1964-ben került sor, amikor tizennégy különböző méretű harangot találtak hét japán stílusú bronzalabárddal együtt Szakuragaokánál, Kóbe határában. Az egyiket, melyen nyolc mező fonalmintás, finom domborműves díszítésű, nemzeti kincsként tartják számon a Tokiói Nemzeti Múzeumban, ami Japánban a legjelesebb kitüntetés, amit egy művészeti emléktárgy kaphat. Szintén ezt a titulust kapta a Kagavai bronzharang, amely az egyik leghíresebb dótaku az állatábrázolásai és Jajoi-kori életképek ábrázolása miatt, melyek nagyon fontos leletek, mivel a történészeket segítik az időbeli elhelyezésben és az akkori kultúra minél átfogóbb megismerésében. A legrégebbi harangot a Simomagari lelőhelyen találták, Siga prefektúrában. A legnagyobbat, amely 134,7 centiméteres, az Óivaszan lelőhelyen, amely szintén a Siga prefektúrában található. A britek által Vakajamában talált harangot a British Museumban állították ki, mivel ekkor még nem volt korlátozás a talált műkincsek kivitelére. Korabeli öntőformákra Kelet-Kjúsúban, Narában, Kiotó és Ószaka környékén leltek a régészek.

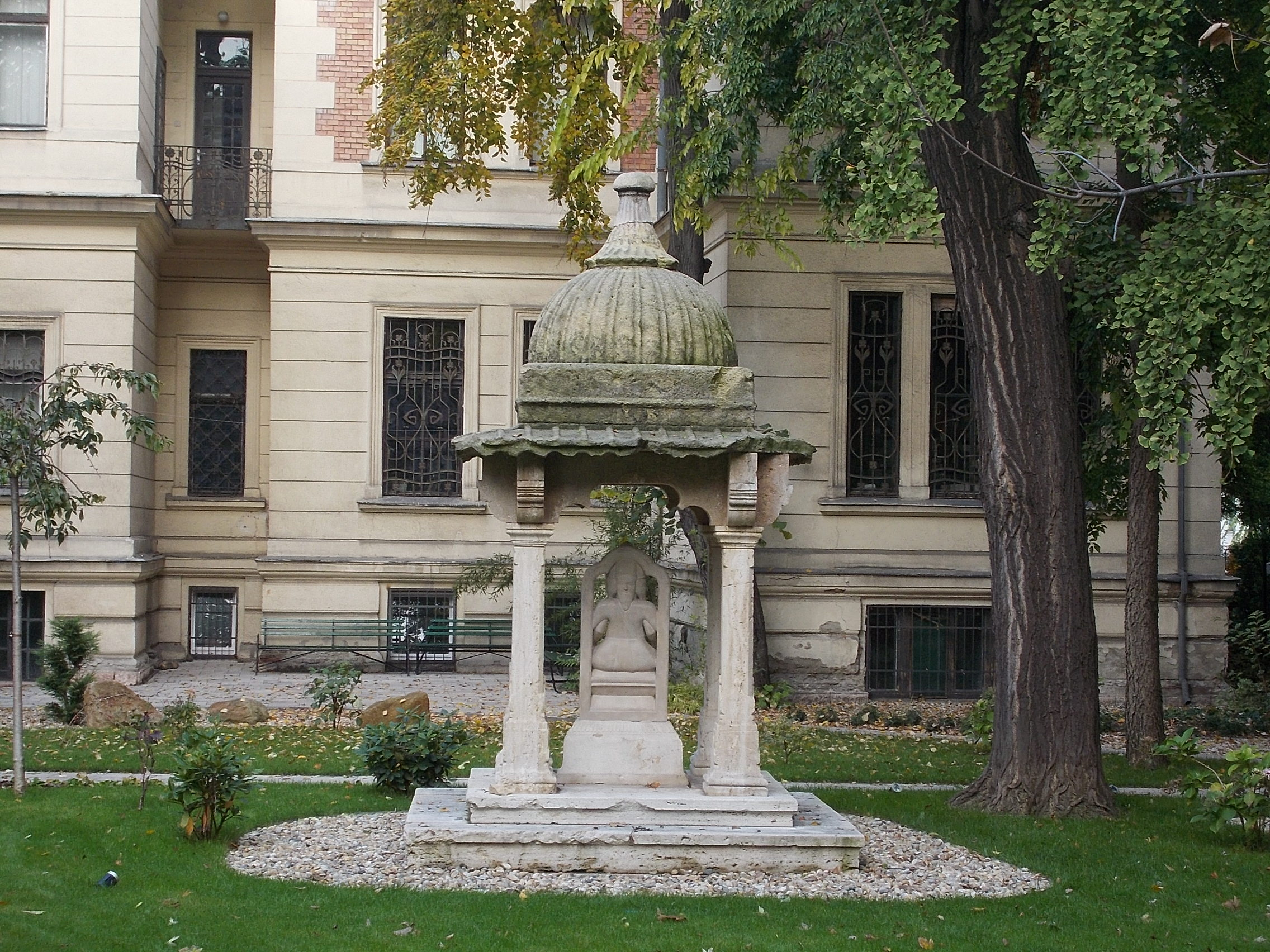
Hopp Ferenc Kelet-ázsiai Művészeti Múzeum, Budapest

| Ismertető jegye           | Lelet helye                             | Egyéb adatai              |
| Első lelet                | Simomagari-lelőhely, Siga prefektúra    |                           |
| Legtöbb lelet egy helyen  | Szakuragaoka                            | 14 harang, 7 bronzalabárd |
| Legnagyobb bronzharang    | Óivaszan-lelőhely, Siga prefektúra      | 134,7cm, 45kg             |
| Legkisebb bronzharang     | Simomagari-lelőhely, Siga prefektúra    | 3,5cm                     |
| Leghíresebb bronzharang   | Kagava                                  | Nemzeti kincs egyike      |
| Britek által talált lelet | Vakajama                                | British Múzeumban         |
| -                         | Izumo-lelőhely, Simane prefektúra       |                           |
| -                         | Kamoivakura-lelőhely, Simane prefektúra |                           |

## További információszerzés
Japánban egy dótakuknak szentelt múzeum is található Siga prefektúra, Jaszu városában. Magyarországon a Hopp Ferenc Ázsiai Művészeti Múzeumban szerezhetünk további ismereteket a bronzharangokról és más Ázsiával kapcsolatos művészeti emlékekről.

## Megjelenése a popkultúrában
A nagy népszerűségnek örvendő Pokémon japán animációs sorozat egyik karakterének, Bronzor továbbfejlődött formájának, azaz Bronzongnak kinézetét egy dótaku inspirálta. Az anime eredeti, japán változatában a Dótakun ドータクン nevet kapta, ami egy játékos megszemélyesítő forma a dótaku szóból, mivel a név+ „-kun” megszólítást közvetlen nyelvhasználatban használják a japánok.